# Pakdi Chillananda
Pakdi Chillananda (thailändisch ภักดี ชินจินดา; * 14. August 1946) ist ein ehemaliger thailändischer Radrennfahrer.

## Sportliche Laufbahn
Chillananda (auch Pakdee Chinjinda) war im Straßenradsport aktiv und Teilnehmer der Olympischen Sommerspiele 1964 in Tokio. Im olympischen Straßenrennen belegte er den 91. Platz.